# Hebeloma insigne
Hebeloma insigne là một loài nấm ở Hymenogastraceae.